# Токар Віталій Миколайович
Віта́лій Микола́йович То́кар (1994-2014) — солдат Збройних сил України, учасник російсько-української війни.

## Короткий життєпис
Закінчив Березівське вище професійне училище Одеського національного політехнічного університету, де здобув спеціальність кухаря. З 30 жовтня 2013 почав військову службу за контрактом. Гранатометник, 28-а окрема механізована бригада.
10 листопада 2014-го загинув у бою: за 150 метрів від опорного пункту бригади поблизу села Березового виявили російську ДРГ — один з бойовиків підірвався на мінній «розтяжці». Мотострільці вирушили на перехоплення. Підійшло підкріплення — до 50 бійців з мінометами й гранатометами. Противника розбили у ближньому бою, втрати становили щонайменше 10 осіб. Загинули Віталій Токар, старший лейтенант Максим Сенкевич, солдат Віктор Бошняк.
Без Віталія залишилися дружина та 3-річний син.
Похований у селищі Кудрявцівка. У 2016 році селище перейменували на його честь і назвали Токарівкою.

## Нагороди
За особисту мужність і героїзм, виявлені у захисті державного суверенітету та територіальної цілісності України, вірність військовій присязі під час російсько-української війни, відзначений — нагороджений
- 27 червня 2015 року — орденом «За мужність» III ступеня.